# Даценко, Семён Александрович
Семён Алекса́ндрович Даце́нко (укр. Семен Олександрович Даценко; род. 10 мая 1994, Полтава) — украинский футболист, защитник.

## Биография
С шести лет занимался в футбольной школе «Альфа» (Полтава), затем около года занимался в академии «Ворсклы» у тренера Артёма Алексеевича Вишневецкого. В 2008 году во время одного из товарищеских матчей юных полтавчан с харьковским «Арсеналом», представители «Металлиста» Игорь Кутепов и Сергей Шевченко пригласили Даценко на сбор со своим клубом в Турцию. После этих сборов футболист остался в академии «Металлиста». После выпуска, не видя перспективы попадания в первую команду харьковчан, уехал из этого города.
Пытался трудоустроиться в московском «Локомотиве». После возвращения на Украину принял предложение из «Александрии». Сезон провёл в дубле, а когда основа вылетела в первую лигу, принял решение искать себе новый клуб. 3 недели пробыл на сборах «Зари» в Луганске, после чего отправился в «Таврию». В первом сезоне сыграл 23 матча за дубль симферопольцев и 4 — за юношескую команду. В следующем сезоне 21 июля 2013 года в игре против «Волыни» дебютировал в Премьер-лиге. Всего в высшем дивизионе провёл 8 игр. Покинул команду летом 2014 года после того, как «таврийцы» прекратили своё существование.
Находясь без команды, бегал сам по программе, которую давал Николай Костов, тренировался с любительской командой «Новая Жизнь» в Полтаве. Выбирая новое место работы, отдал предпочтение «Ильичёвцу», считая, что тренер этого клуба Николай Павлов доверяет молодым игрокам. Во время первого круга сезона 2014/15 сыграл в основном составе мариупольцев всего в трёх играх, после чего ещё до начала первых сборов разорвал контракт с командой.
9 сентября 2015 был заявлен за харьковский «Металлист».

## Достижения
«Ширак»
- Обладатель Кубка Армении: 2016/17

«Нива» (Тернополь)
- Победитель Второй лиги Украины (группа А): 2019/20